# Kakadu mała
Kakadu mała, kakadu salomońska (Cacatua ducorpsii) – gatunek średniej wielkości ptaka z rodziny kakaduowatych (Cacatuidae). Endemiczna dla Wysp Salomona, nie wyróżniono podgatunków.
CharakterystykaWystępuje niezbyt wyraźny dymorfizm płciowy. Samiec ma ciemnoniebieskie tęczówki i bardziej wyraźny kształt dzioba. U samic tęczówka jest brązowoczerwona. Upierzenie wydaje się białe, ale u nasady pióra są lekko różowawe, a sterówki na końcu mają żółtawy odcień. Niebieska, naga skóra wokół oczu i takie same nogi są jej charakterystyczną cechą, odróżniającą ją od innych kakadu. Ponadto jej dziób jest porcelanowo-szarobiały. Tęczówki u młodych ptaków przybierają ostateczny kolor po 2–3 latach. Skóra wszystkich osobników po wykluciu jest różowa, potem przybiera odcień niebieski.
Wymiary
- długość ciała: 30 cm
- masa ciała: 300–350 g

BiotopRówniny, zadrzewione obszary, lasy, czasami nawet góry. Zwykle spotykana na wysokości około 700 m n.p.m., ale może przebywać nawet na wysokości 1700 m n.p.m.
ZachowanieW okresie lęgowym przebywają w parach, poza nim w stadach. Są bardzo hałaśliwe, lubią grzebać w ziemi. Zjadają kwiaty, pąki kwiatowe, liście, nasiona, jagody, owoce i orzechy. Zazwyczaj zbierają je z ziemi albo na wierzchołkach drzew.
LęgiOkres lęgowy trwa od czerwca do września. Gniazdo mieści się w dziupli, gatunek drzewa jest obojętny. 2–3 jaja wysiadują oboje rodzice przez 28 dni. Zwykle samiec wysiaduje w dzień, samiczka w nocy. Pisklęta po wykluciu są nagie i ślepe, dopiero pod koniec 3. tygodnia życia otwierają oczy. Po około dwóch miesiącach opuszczają gniazdo, a przez następny miesiąc rodzice je karmią.
StatusMiędzynarodowa Unia Ochrony Przyrody (IUCN) uznaje kakadu małą za gatunek najmniejszej troski (LC – least concern) nieprzerwanie od 1988 roku. Liczebność populacji nie została oszacowana, w 1997 roku ptak ten opisywany był jako pospolity. Trend liczebności populacji uznaje się za spadkowy.